# Sergio Obeso Rivera
Sergio Obeso Rivera   (Las Vigas, 31 d'octubre de 1931 - Xalapa, 11 d'agost de 2019) va ser un arquebisbe emèrit de l'arquebisbat de Xalapa.

## Primers anys
Nasqué a la ciutat de Xalapa-Enríquez (Veracruz) el 31 d'octubre de 1931, tot i que la família residia al poble de Las Vigas de Ramírez. Els seus pares eren Emílio Obeso i Estela Rivera.

## Estudis eclesiàstics
En finalitzar la seva instrucció primària, va ingressar al seminari el 23 de gener de 1944. En concloure els estudis d'Humanitats va ser enviat a Roma per estudiar filosofia i teologia a la Universitat Gregoriana, com alumne del Pontifici Col·legi Pius Llatinoamericà. Acabà la llicenciatura en filosofia i va obtenir el doctorat en teologia.

## Presbiterat
Rebé l'ordenació presbiteral a Roma el 31 d'octubre de 1954. Celebrà la seva primera missa a la basílica de Guadalupe de Ciutat de Mèxic. En tornar a Mèxic treballà al seminari entre 1955 i 1971. Durant aquest període va ser prefecte de filosofia i teologia, director espiritual i rector. Al mateix temps va ser capellà del convent de les Monges caputxines del Santíssim Sagrament.

## Bisbe de Papantla
El 30 d'abril de 1971 el Papa Pau VI el designà bisbe de Papantla. Rebé la consagració episcopal el 29 de juny de 1971 a Teziutlán (Puebla). Serví allà durant 2 anys i 8 mesos.

## Arquebisbe de Xalapa
El 18 de gener de 1974, Pau VI el nomenà arquebisbe titular d'Uppenna, amb el càrrec de coadjutor amb dret de successió de l'arquebisbe de Xalapa, Emilio Abascal Salmerón, a qui, després del seu traspàs, succeí al capdavant de l'arquebisbat de Xalapa el 12 de març de 1979. El 18 de novembre de 1982 resultà electe president de la Conferència Episcopal Mexicana (CEM) a la XXX Assemblea Plenària pel període 1983/85. El 14 de novembre de 1985 va ser reelegit per a un segon període, fins a novembre de 1988. El novembre de 1988 va ser nomenat president de la Comissió Episcopal del Clergat, càrrec que ocupà durant dos triennis. Novament, a la LVII Assemblea Plenària de l'Episcopat Mexicà (CEM) va ser nomenat president pel període 1995-97. A la LXX Assemblea Plenària de la CEM, realitzada el mes de novembre de 2000 va ser nomenat President de la Comissió Episcopal de Pastoral Social, pel trienni 2001-03, sent reelegit pel mateix càrrec pel trienni 2005-06, abandonant-lo el novembre de 2005.

## Arquebisbe emèrit de Xalapa
El 10 d'abril de 2007, Benet XVI acceptà la renúncia d'Obeso Rivera al govern pastoral de l'arxidiòcesi de Jalapa, sent rellevat per Hipólito Reyes Larios i passant a ser arquebisbe emèrit des d'ençà.

## Cardenal
El Papa Francesc anuncià el 20 de maig de 2018, en concloure el Regia Coeli", que Sergio Obeso seria creat cardenal en el consistori a celebrar el 29 de juny següent, conjuntament amb altres 14 bisbes.